# Alzey-Worms
Alzey-Worms (phát âm tiếng Đức: [ˈaltsaɪˈvɔʁms]) là một huyện trong bang Rheinland-Pfalz, phía tây nước Đức. Huyện này giáp các đơn vị (từ phía đông theo chiều kim đồng hồ): huyện Groß-Gerau (Hesse), thành phố Worms và các huyện Bad Dürkheim, Donnersbergkreis, Bad Kreuznach và Mainz-Bingen.

## Lịch sử
Lãnh thổ này vào thời La Mã thuộc tỉnh Germania Superior. Các thị xã Worms và Alzey đã là các trại quân đội. Trong thời kỳ Trung cổ, khu vực này thuộc Palatine. Sau khi Pháp chiếm đóng (1797-1814), khu vực này được nhập vào Đại Công quốc Hesse và tạo thành một phần tỉnh Rhenish Hesse.
Hai huyện có tên Alzey và Worms đã được lập năm 1835. Trong cuộc cải cách tổ chức các huyện ở Rheinland-Pfalz năm 1969, huyện mới Alzey-Worms đã được lập thông qua việc hợp nhất hai huyện cũ.

## Địa lý
Huyện được đặt tên theo thành phố Worms (giáp huyện này nhưng không thuộc huyện quản lý) và thị xã Alzey (thủ phủ của huyện). Sông Rhine tạo thành ranh giới phía đông. Ở khu vực này có núi Alzey Uplands (Alzeyer Hügelland) ở phía tây, là phần kéo dài cực nam của rừng Palatinate. Phần cực tây của huyện có nhiều rạch và rừng, có tên Rheinhessische Schweiz (Rhenish-Hessian Switzerland).

## Thị xã và đô thị
Thị xã không thuộc Verband: 
1. Alzey
2. Osthofen

| Verbandsgemeinden | Verbandsgemeinden | Verbandsgemeinden |
| --- | --- | --- |
| - 1. Alzey-Land [seat: Alzey] 1. Albig 2. Bechenheim 3. Bechtolsheim 4. Bermersheim vor der Höhe 5. Biebelnheim 6. Bornheim 7. Dintesheim 8. Eppelsheim 9. Erbes-Büdesheim 10. Esselborn 11. Flomborn 12. Flonheim 13. Framersheim 14. Freimersheim 15. Gau-Heppenheim 16. Gau-Odernheim 17. Kettenheim 18. Lonsheim 19. Mauchenheim 20. Nack 21. Nieder-Wiesen 22. Ober-Flörsheim 23. Offenheim 24. Wahlheim | - 2. Eich 1. Alsheim 2. Eich1 3. Gimbsheim 4. Hamm am Rhein 5. Mettenheim - 3. Monsheim 1. Flörsheim-Dalsheim 2. Hohen-Sülzen 3. Mölsheim 4. Mörstadt 5. Monsheim1 6. Offstein 7. Wachenheim - 4. Westhofen 1. Bechtheim 2. Bermersheim 3. Dittelsheim-Heßloch 4. Frettenheim 5. Gundersheim 6. Gundheim 7. Hangen-Weisheim 8. Hochborn 9. Monzernheim 10. Westhofen1 | - 5. Wöllstein 1. Eckelsheim 2. Gau-Bickelheim 3. Gumbsheim 4. Siefersheim 5. Stein-Bockenheim 6. Wendelsheim 7. Wöllstein1 8. Wonsheim - 6. Wörrstadt 1. Armsheim 2. Ensheim 3. Gabsheim 4. Gau-Weinheim 5. Partenheim 6. Saulheim 7. Schornsheim 8. Spiesheim 9. Sulzheim 10. Udenheim 11. Vendersheim 12. Wallertheim 13. Wörrstadt1 |
| 1thủ phủ của Verbandsgemeinde; 2town | | |